# Пякяхінське нафтогазоконденсатне родовище
Пякяхінське нафтогазоконденсатне родовище — родовище на півночі Тюменської області. Розташоване у 65 км на північний схід від селища Тазівський, в районі на схід від Тазівської губи, яка відділяє його від головного газопромислового району Західного Сибіру. Належить до Надим-Пур-Тазівської нафтогазоносної області Західносибірської нафтогазоносної провінції.

## Геологічна інформація та запаси
Відкрите у 1989 році свердловиною № 2001, спорудженою об'єднанням «Главтюменьгеологія». Всього в межах родовища виявлено 6 нафтових, 7 газоконденсатних та по одному газоконденсатонафтовому, нафтогазоконденсатному і газовому покладу, які належать до пластово-склепінного та литологічно екранованого типів. 
Колектори — пісковики з лінзоподібними вкрапленнями глин.
Запаси Пякяхінського родовища за російською класифікаційною системою по категоріях С1+С2 оцінюються у 253 млрд.м3 газу та 86 млн.т нафти і конденсату.

## Розробка
Підготовка до розробки родовища, ліцензію на яку має компанія «Лукойл», розпочалась у 2009 році. Тоді була введена в експлуатацію власна електростанція потужністю 24 МВт, а з 2014-го стартував активний етап облаштування, що включав спорудження установки комплексної підготовки газу, установки деетанізації та стабілізації конденсату і установки підготовки нафти.
В кінці 2016 року стартував промисловий видобуток нафти, який вже у 2017-му планували довести до 1,5 млн.т (максимальний рівень — 1,7 млн.т — очікували з 2021 по 2029 роки). 
Початок роботи газового промислу планували на 2017 рік, з досягненням піку видобутку у 5,2 млрд.м3 через три роки. 
сього первісним планом розробки передбачалось пробурити 420 свердловин, з яких понад 200 нафтових та 96 нагнітальних.

## Транспортна інфраструктура
Видача продукції здійснюється:
- нафти і конденсату — по магістральному трубопроводу Заполяр'є — Пурпе, до головної насосної станції якого «Заполяр'є» від Пякяхінського родовища всього 2,5 км;
- газу — по трубопроводу Пякяхінське – Находкінське – Ямбург.